# Annuleen

[14]Annuleen

[18]Annuleen

Annulenen zijn compleet geconjugeerde monocyclische koolwaterstoffen. Ze hebben de algemene formule CnHn (waarbij n voor een even getal staat) of CnHn+1 (met n is oneven). De IUPAC naamgeving gaat uit van de regel dat annulenen met 7 of meer koolstofatomen als [n]annuleen worden benoemd, waarbij n voor het aantal koolstof-atomen in de ring staat, al wordt er voor de kleinere leden van deze groep soms ook gebruikgemaakt van dezelfde notatie, voor benzeen zelfs af en toe alleen maar "annuleen".
De eerste drie annulenen zijn cyclobutadieen, benzeen en cyclooctatetraeen of [8]annuleen. Sommige annulenen, namelijk cyclobutadieen, cyclodecapentaeen of [10]annuleen, cyclododecahexaeen of [12]annuleen en [14]annuleen zijn instabiel tot extreem instabiel zoals cyclobutadieen.
Annulenen kunnen aromatisch zijn (benzeen, [14]annuleen, cyclo-octadecanonaeen of [18] annuleen), niet-aromatisch (zoals [8]annuleen), of zelfs anti-aromatisch (zoals cyclobutadieen). Alleen cyclobutadieen en benzeen zijn werkelijk vlak. De [14]- en [18]annulenen met een aantal van de dubbele bindingen in de trans configuratie kunnen vlak genoeg worden om aromatisch te zijn. Zij voldoen ook aan de regel van Hückel met n=3 en n=4 voor het aantal elektronen in de π-bindingen. De prijs hiervoor is dat een aantal van de waterstofatomen in de ring komt te liggen. Het [14]annuleen vertoont hierdoor wat ringspanning door sterische hindering. Dat de annulenen waterstofatomen binnen de ring hebben, én dat deze ring aromatisch is blijkt uit de lage ppm-waarden die voor deze waterstofatomen gevonden worden in de NMR-spectroscopie, soms zelfs negatief ten opzichte van TMS.
De grotere annulenen, zoals [18]annuleen, zijn groot genoeg om de mogelijke sterische problemen van de in de ring liggende waterstofatomen op te vangen en zijn thermodynamisch als aromatisch te beschouwen. Geen van deze grotere annulenen heeft echter de stabiliteit van benzeen, hun reactiviteit komt meer overeen met die van de geconjugeerde polyenen dan met een aromatische koolwaterstof.
In een annulyn is één dubbele binding vervangen door een drievoudige binding.